# Carebara thoracica
Carebara thoracica is een mierensoort uit de onderfamilie van de Myrmicinae. De wetenschappelijke naam van de soort is voor het eerst geldig gepubliceerd in 1950 door Max Wilhelm Carl Weber.